# ルメン・ラデフ
ルメン・ゲオルギエフ・ラデフ（ブルガリア語: Румен Георгиев Радев, ラテン文字転写: Rumen Georgiev Radev、1963年6月18日 - ）は、ブルガリアの政治家、空軍軍人。元ブルガリア空軍司令官。2017年1月から大統領を務めている。
2016年の大統領選挙で当選、2021年の選挙で再選された。

## 経歴
ブルガリアのディミトロヴグラトで、ハスコヴォ州スラヴャノヴォ村出身の一家のもとに生まれる。1982年に金牌を授与されてハスコヴォの数学学校を、1987年に首席でゲオルギ・ベンコフスキ・ブルガリア空軍大学を、1992年にアメリカ合衆国のマックスウェル飛行中隊長士官学校を卒業。1994年から1996年までラコフスキ国防幕僚大学で学び、首席で卒業した。軍事学博士で、専門は航空機搭乗員の戦術訓練と航空戦のシミュレーションの改善。
2003年にアメリカのマクスウェル空軍基地にある空軍戦争大学を優等で卒業し、戦略論の修士号を取得した。

### 軍歴

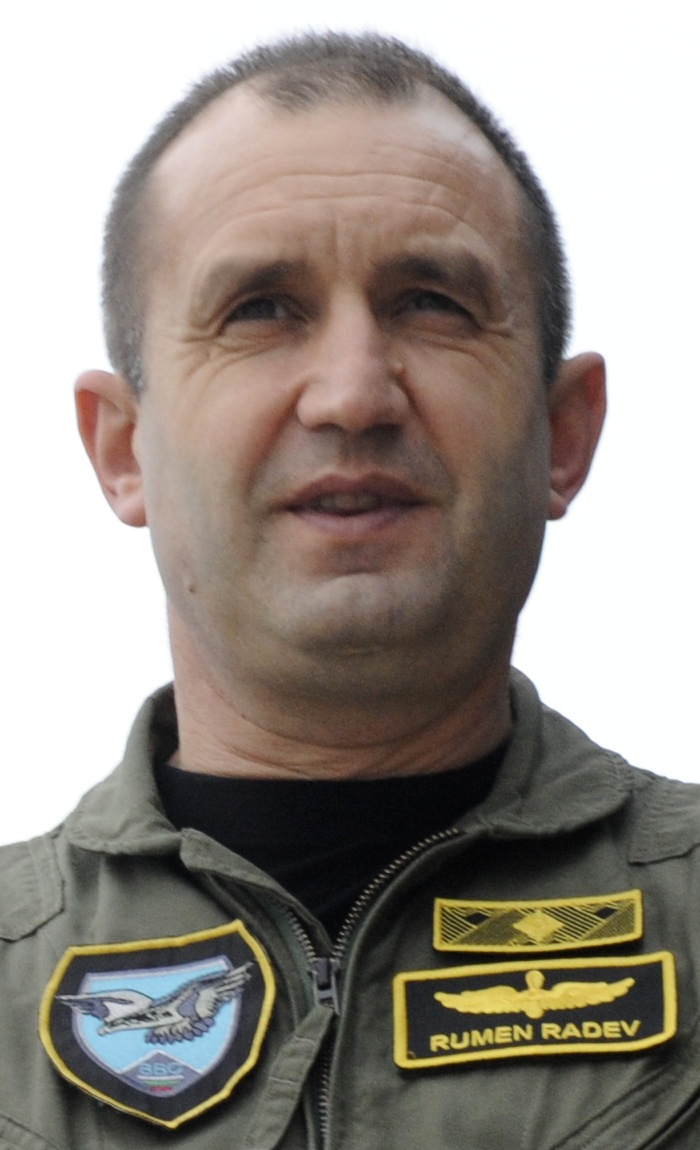
空軍副司令官時代のラデフ

- 1987年 - 1988年 第15戦闘機航空連隊見習操縦士
- 1989年 - 1990年 第15戦闘機航空連隊副部隊長
- 1990年 - 1994年 第15戦闘機航空連隊部隊長
- 1996年 - 1998年 第5戦闘機航空基地MiG-29中隊長
- 1998年 - 1999年 第5戦闘機航空基地飛行準備部副部長
- 1999年 - 2000年 第3戦闘機航空基地飛行訓練部副部長
- 2000年 - ブルガリア共和国航空防衛研究員
- 2000年 - 2002年 第3戦闘機航空基地幕僚長
- 2003年 - 2005年 第3戦闘機航空基地幕僚長
- 2005年 - 2009年 第3戦闘機航空基地長
- 2009年 - 2014年 ブルガリア空軍副司令官
- 2014年 - 2016年 ブルガリア空軍司令官

### 政治活動
2016年8月、野党のブルガリア社会党とブルガリア再興のための選択肢 (ABR) は、同年11月の大統領選挙候補者として、ラデフを正式に指名した。しかしABRは、同じ月にラデフの推薦を取り消し、新たにイヴァイコ・カルフィンを指名した。
11月6日に実施された第1回投票では、総投票数の25.44%を獲得した。その後、11月13日にヨーロッパ発展のためのブルガリア市民 (GERB) のツェツカ・ツァチェヴァ候補との決選投票に臨み、59.37%の得票率で当選した。
ラデフはボイコ・ボリソフ政権がオリガルヒ（新興財閥）と深い関係にあると批判するなど、両者の関係は良くない。2020年7月9日に警察当局が大統領府を強制捜査しラデフの側近2人が利益誘導や国家機密暴露の容疑で身柄を拘束されたことで情勢が一気に悪化。首都ソフィアなどでは強制捜査をボリソフの差し金と考えた反政府勢力が退陣要求デモを連日行い、ラデフも内閣総辞職を要求したが、ボリソフは7月11日に要求を拒否。反政府勢力は退陣を要求する署名運動をオンラインで行うなど混乱が続いた。
2021年はブルガリア政界が安定しない年となり、4月議会選挙の結果ボリソフは退陣したものの後継の首相を巡っては連立交渉がまとまらず、やむなく7月の議会再選挙を経ても正式政権が発足できず、11月14日に議会・大統領ダブル選挙を実施し、自らも大統領選挙に出馬することとなった。第1回目投票では49.41％を得票し、22.82％を獲得し2位となったソフィア大学学長のアナスタス・ゲルジコフとともに21日の決選投票に進んだ。決選投票では66.72％の票を獲得し、31.80％にとどまったゲルジコフを下し再選を果たした。

## 人物
- はじめの妻であるギンカ（2011年に離婚）との間に、ダリナ（2001年生）とゲオルギ（2003年）の2人の子どもがいる。社会党所属の国会議員であるゲオルギ・スヴィレンスキの元妻、デシスラヴァ・ゲンチェヴァと再婚しており、1人の連れ子がいる。
- 2019年10月22日の即位礼正殿の儀に参列し、10月24日には迎賓館赤坂離宮で安倍晋三内閣総理大臣と会談を行った[15]。